# 846 (číslo)
Osm set čtyřicet šest je přirozené číslo, které následuje po čísle osm set čtyřicet pět a předchází číslu osm set čtyřicet sedm. Římskými číslicemi se zapisuje DCCCXLVI.

## Matematika
846 je:
- Abundantní číslo
- Nešťastné číslo
- Nepříznivé číslo
- Součet osmi po sobě jdoucích prvočísel (89 + 97 + 101 + 103 + 107 + 109 + 113 + 127)

## Astronomie
- (846) Lipperta je planetka hlavního pásu, kterou objevil v roce 1916 Knut Anton Walter Gyllenberg

## Roky
- 846
- 846 př. n. l.